# Сады Бутчартов
Сады Бутчартов (англ. The Butchart Gardens) — группа ботанических садов, расположенных в Брентвуд-Бэй, Британская Колумбия, Канада, вблизи города Виктория на острове Ванкувер, общей площадью 22 га. Основаны в 1904 году. Являются самым известным на всем западном побережье Америки садовым комплексом, который принимает более 1 млн посетителей ежегодно.

## История
Роберт Пим Бутчарт и его жена Дженни Бутчарт переехали к западному побережью Канады ради разработки богатых залежей известняка, необходимых для производства цемента. В 1904 году они построили дом на острове Ванкувер неподалёку от одного из добывающих карьеров. Когда залежи в карьере иссякли, супруга решила, что необходимо облагородить опустошенную землю и привести её в приличный вид. Это событие послужило отправной точкой для семейного увлечения садоводством.
Благодаря Дженни Бутчарт заброшенный карьер превратился в ландшафтный интерьер и получил название «Затонувший Сад». Слава о садах Бутчарт быстро распространилась по стране. Начиная с 1920-х годов более 50 000 посетителей ежегодно приезжали, чтобы посмотреть на сады. Гостеприимные хозяева назвали свои владения «Бенвенуто», что в переводе с итальянского означает «Добро пожаловать». В 1926 году на месте теннисного корта появился Итальянский сад, а в 1929 году овощной огород был заменен на крупный розарий, дизайн которого разрабатывал Батлер Стуртевант из города Сиэтл.
В 1939 году Бутчарты передали сады своему внуку Яну Россу на его 21-й день рождения. Росс руководил садами и развивал их до самой смерти в 1997 году.
3143 км подземного электрического кабеля было проложено для обустройства ночной иллюминации в честь празднования 50 годовщины Садов. Десять лет спустя, в 1964 году был установлен Фонтан Росса в честь 60-летия садов. В 1994 году канадское Управление по делам геральдики создало герб для Садов Бутчарт. В 2004 году были установлены два памятных столба высотой 9.1 м в ознаменование празднования 100-летнего юбилея, а сады получили статус национального исторического места Канады.
Право собственности на Сады сохраняется за семейством Бутчарт; владельцем и управляющим с 2001 года является правнучка четы Бутчарт — Робин Ли Кларк.

## Коллекции

### Птицы
В то время как госпожа Бутчарт коллекционировала растения, господин Бутчарт коллекционировал декоративных птиц, собранных со всего мира, держа попугая в доме, уток в водоёме Стар-Понд и павлинов на лужайке перед домом. Он построил несколько детально разработанных скворечников для Садов и тренировал голубей на месте современной беседки для бегоний.

### Скульптуры
В Садах представлены несколько бронзовых статуй. Одна из них, статуя дикого кабана, была приобретена во время поездки по Средиземноморью в 1973 году. Это реплика бронзовой фигуры, созданной в 1620 году итальянским скульптором Пьетро Такка. В честь автора она называется Такка, и так же, как и у оригинала, посетители Садов натирают морду статуи до блеска, веря в то, что это принесет удачу.
Рядом с передней частью дома стоят фигуры осла и жеребёнка работы другого итальянского скульптора Сирио Тофанари. Фонтан Трех Осётров, также работы Тофанари, установлен вблизи Японского сада.
В 1993 году скульптура Круг голубей, которую Анна Ли Росс подарила своему мужу Яну в 1991 году в память о 50-й годовщине свадьбы, была установлена в передней части беседки для бегоний.
Летом 2008 года администрация парка запустила маршрут пассажирского катера с электрическим приводом, который курсирует вдоль местного побережья летом, знакомя посетителей с историей береговой зоны и прибрежными растениями и животными.

## Развлечения
Ещё на раннем этапе обустройства садов семейство Бутчарт организовывало еженедельные симфонические концерты. Они в основном проводились для приглашённых гостей, и уже потом привлекли внимание широкой аудитории. Позже, в летний сезон (июль и август) и во время зимнего периода отдыха, они начали предоставлять широкий спектр музыкальных развлечений, от джаза до классической музыки. Традиция музыкальных представлений сохранилась в парке до настоящего времени. В 1977 году сын Яна Росса Кристофер учредил проведение фейерверков субботними летними вечерами.

## Галерея

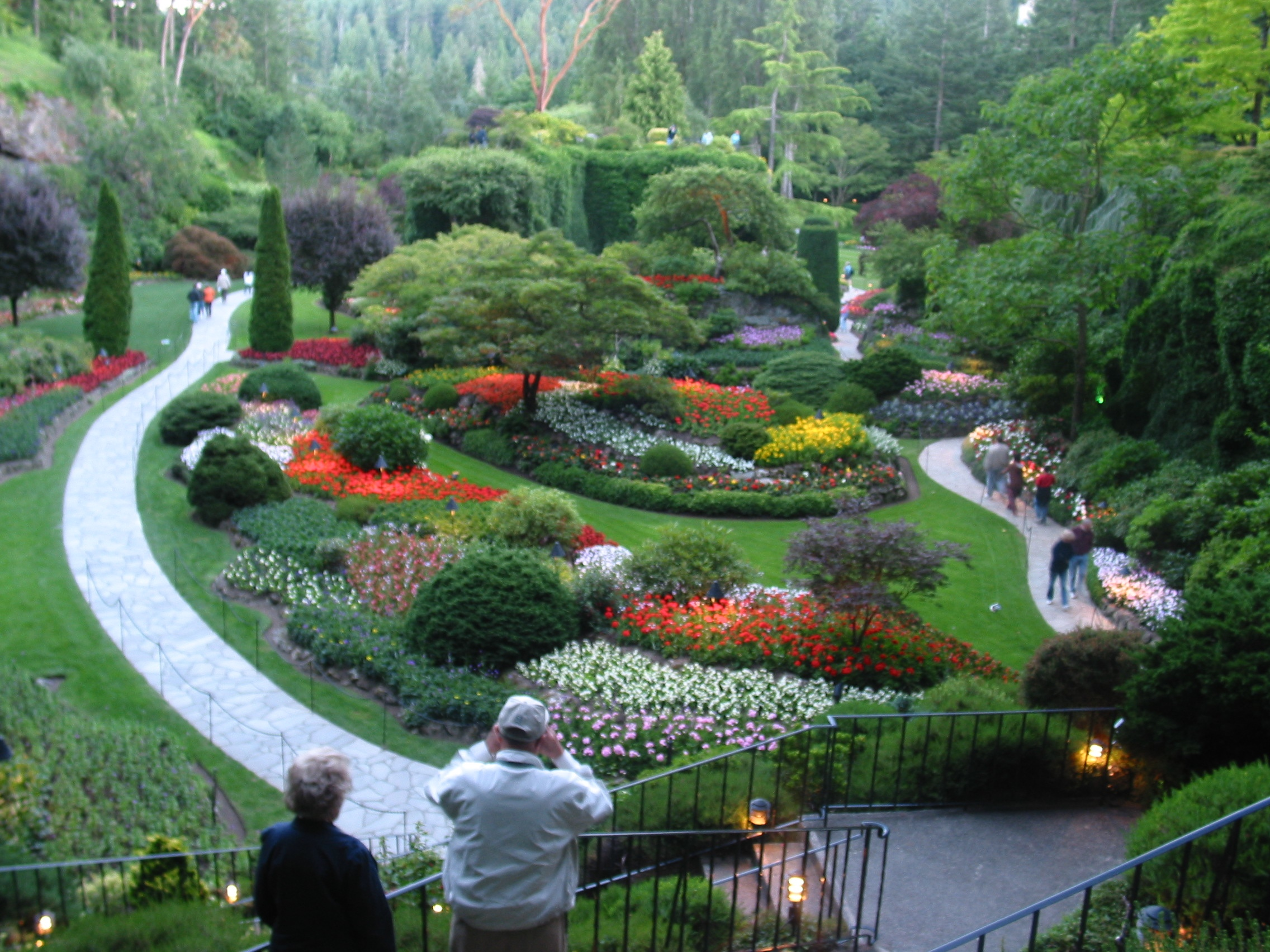
В нижнем саду
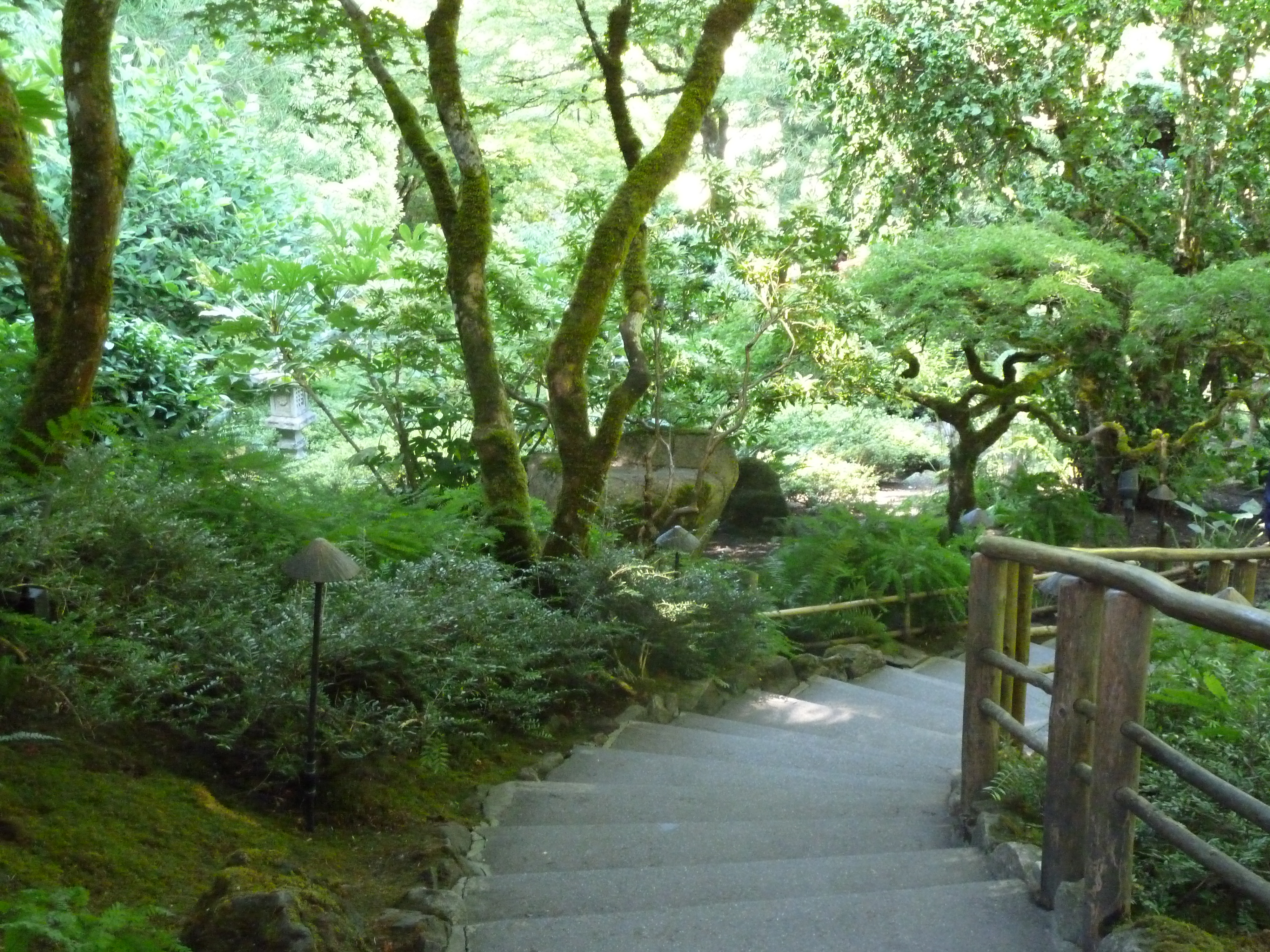
В Японском саду
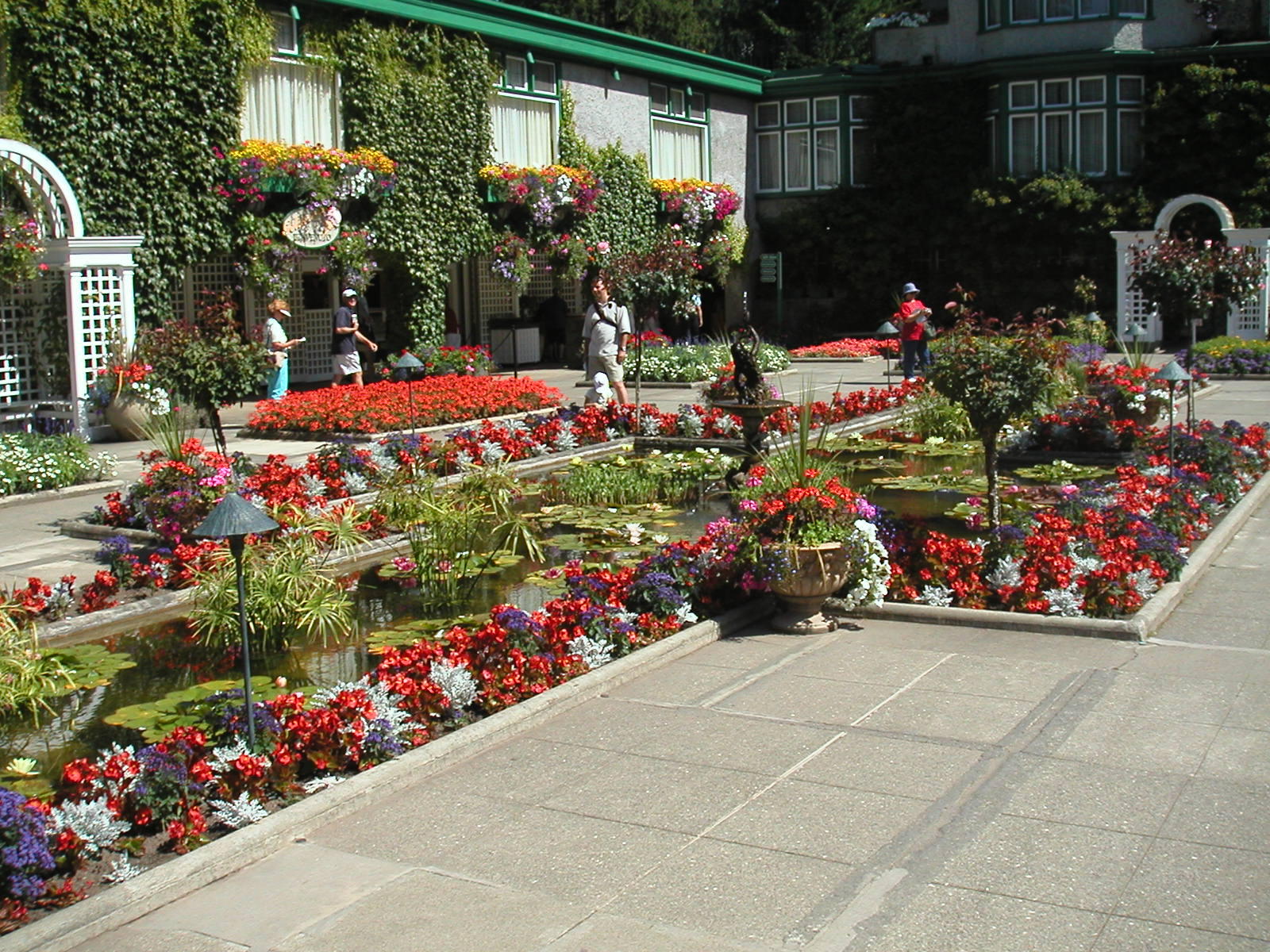
В Итальянском саду
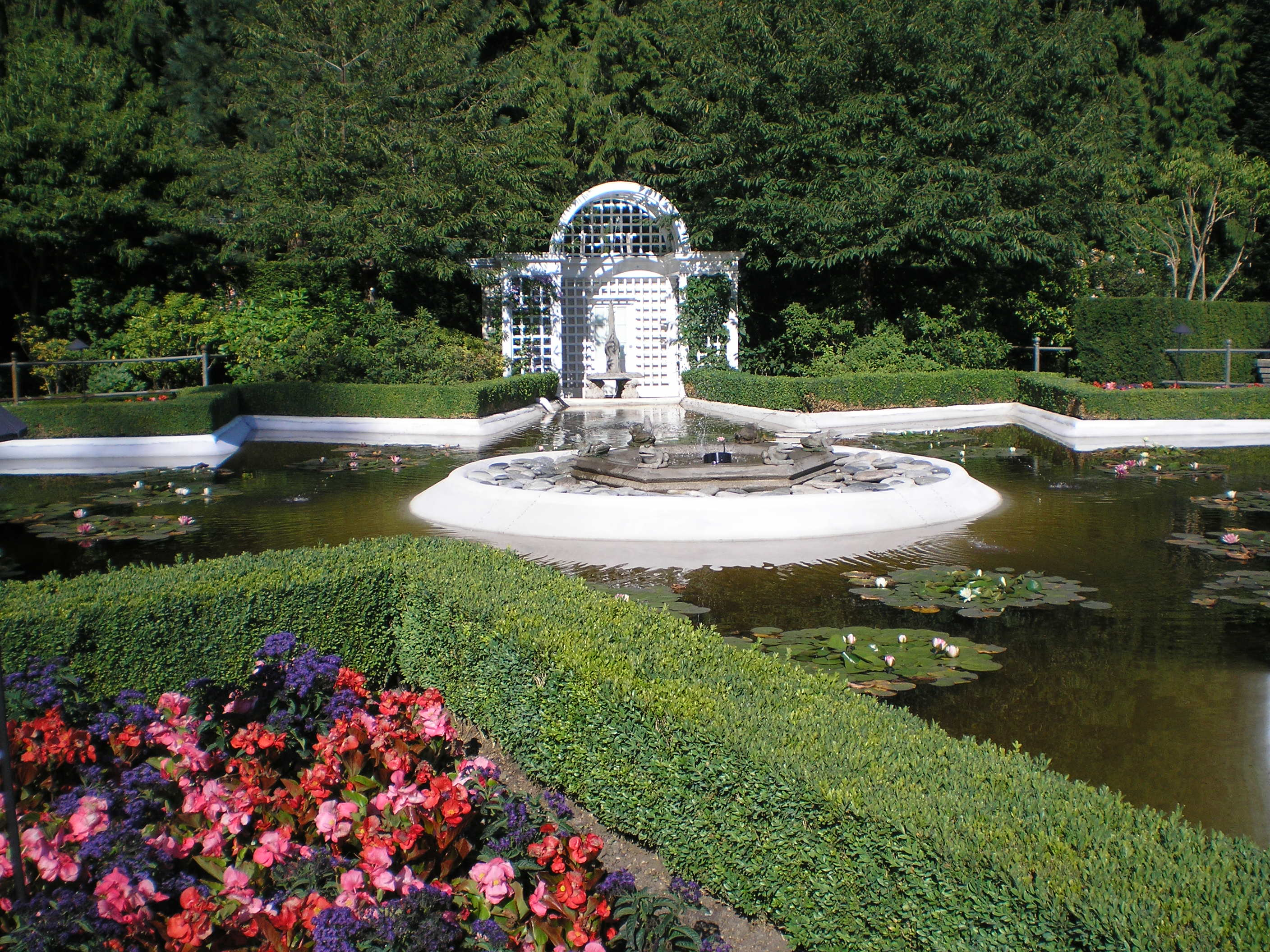
В  средиземноморском саду
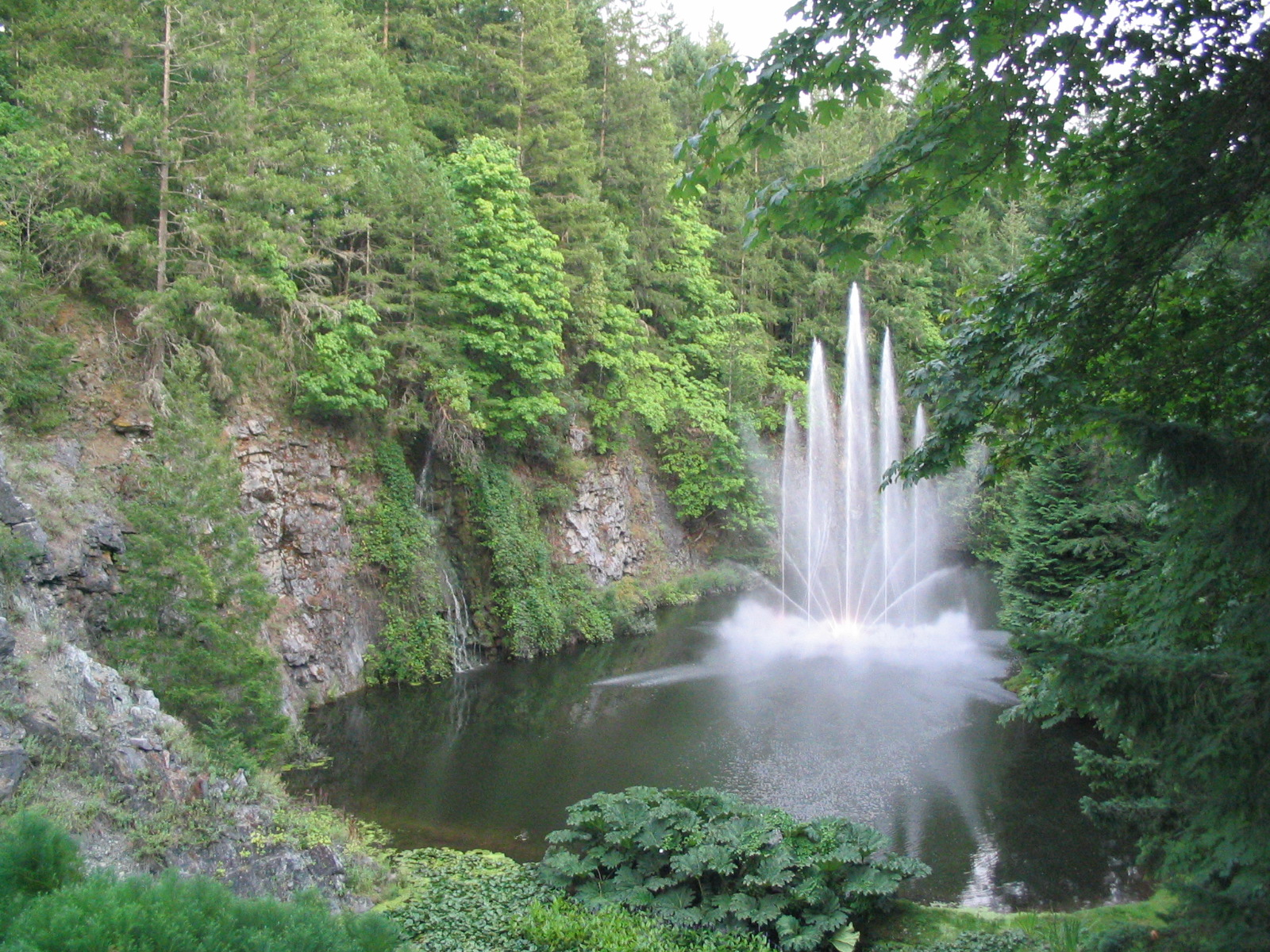
Фонтан роз